# Víktor Talalijin
Víktor Vasilevich Talalijin (en ruso: Ви́ктор Васи́льевич Талали́хин; 18 de septiembre de 1918 - 27 de octubre de 1941) fue un subteniente y aviador soviético que combatió durante la Guerra de Invierno y la Segunda Guerra Mundial y un Héroe de la Unión Soviética, uno de los primeros en destruir un avión enemigo mediante una embestida aérea.
Talalijin se convirtió en piloto de combate en la Fuerza Aérea Soviética a finales de la década de 1930, volando el Polikarpov I-153 durante la Guerra de Invierno. Sirvió en la defensa aérea de Moscú durante la Segunda Guerra Mundial con un regimiento de aviación de las Fuerzas de Defensa Aérea Soviéticas. Se convirtió en uno de los primeros héroes de la aviación soviética de la guerra después de embestir un bombardero alemán durante un combate nocturno con su Polikarpov I-16, pero fue derribado y murió a finales de octubre de 1941 mientras volaba un Mikoyan-Gurevich MiG-3. A lo largo de su carrera militar obtuvo tres victorias durante la Guerra de Invierno y cuatro en la defensa aérea de Moscú.

## Biografía

### Infancia y juventud
Víktor Talalijin nació el 18 de septiembre de 1918 en la pequeña localidad de Teplovka en la gobernación de Sarátov en lo que entonces era la RSFS de Rusia (la Unión Soviética no se constituyó formalmente hasta finales de 1922), en el seno de una familia campesina. En 1924, él y su familia se mudaron a Volsk, donde estudió en la Escuela Secundaria N.º 1. En el verano de 1933, Talalikhin y su familia se mudaron nuevamente a Moscú, donde, en 1934, se graduó de la escuela industrial de la Planta Procesadora de Carne de Moscú. Trabajó en la planta entre 1934 y 1937; en septiembre de 1935, mientras trabajaba en la fábrica se unió a un grupo de vuelo sin motor y con el apoyo del Komsomol tomó lecciones de vuelo en el club de vuelo del distrito de Proletarsky. Hizo su primer vuelo en solitario en un Polikarpov U-2 en junio de 1937.
Después de unirse al Ejército Rojo en diciembre de ese mismo año, se graduó de la 2.ª Escuela de Pilotos de Aviación Militar de Borisoglebsk en diciembre de 1938 como subteniente. Se convirtió en piloto júnior en el 3.er Escuadrón del 27.º Regimiento de Aviación de Cazas (IAP), parte de las Fuerzas Aéreas del Distrito Militar de Moscú, volando el biplano Polikarpov I-153. Con el 27.º IAP luchó en la Guerra de Invierno de noviembre de 1939 a marzo de 1940, realizando 47 salidas y reclamando tres victorias individuales además de una compartida. Por sus acciones, Talalijin recibió la Orden de la Estrella Roja. En la primavera de 1941, se graduó de los cursos para comandantes de vuelo y se unió al 177.º Regimiento de Aviación de Cazas PVO, formándose luego en el área de Moscú, como comandante de vuelo en su 1.er Escuadrón.

### Segunda Guerra Mundial

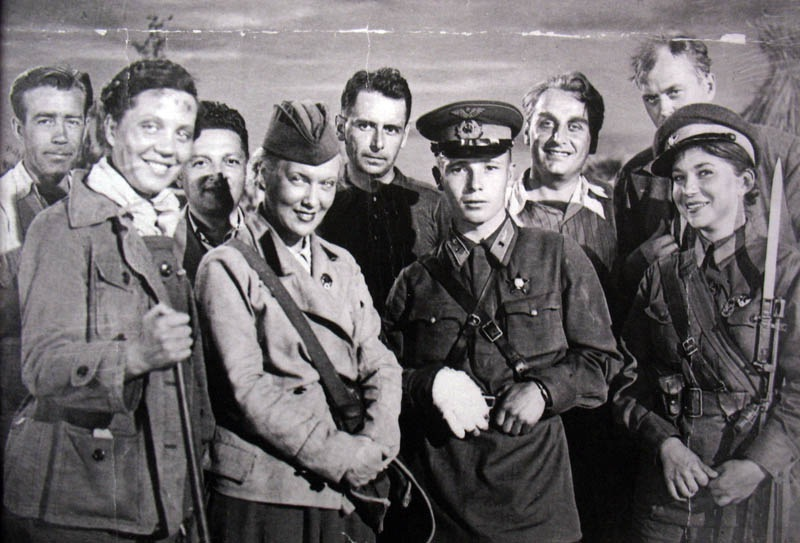
Víktor Talalijin (segundo derecha) en una foto del verano de 1941

En 1941, durante las primeras semanas de combate en el Frente Oriental durante la Segunda Guerra Mundial, primero fue comandante de vuelo y luego subcomandante del 1.er Escuadrón, volando con el 177.º Regimiento de Aviación de Cazas PVO de las Fuerzas de Defensa Aérea Soviéticas, proporcionando defensa aérea en la zona de Moscú. Voló su primera misión de combate el 22 de julio.
Derribó un Junkers Ju 88 la noche del 5 al 6 de agosto. En la noche del 6 al 7 de agosto de 1941, volando un caza Polikarpov I-16 de las Fuerzas de Defensa Aérea Soviéticas sobre Moscú, embistió a un bombardero alemán Heinkel He 111 después de quedarse sin municiones, destruyendo ambos aviones. Herido por el fuego de ametralladora del bombardero alemán, se lanzó en paracaídas a un lugar seguro y aterrizó en un pequeño lago. Se informó que fue el primer piloto en la historia en embestir un avión enemigo por la noche, y los medios soviéticos lo celebraron en Moscú como el primer gran héroe aéreo soviético de la Segunda Guerra Mundial. Sin embargo, Pyotr Yeremeyev, otro piloto de defensa aérea de Moscú, había realizado anteriormente la misma hazaña el 29 de julio. El 8 de agosto, Talalijin recibió el título de Héroe de la Unión Soviética y la Orden de Lenin. poco después, se convirtió en comandante del 177.ª Escuadrón.
Posteriormente, comenzó a volar el Mikoyan-Gurevich MiG-3. El 27 de octubre, lideró un grupo mixto de dos MiG-3 y seis I-16 en una acción sobre Podolsk, cubriendo a las tropas terrestres soviéticas. Cerca del pueblo de Kamenka, descendió para atacar las posiciones alemanas, pero los aviones soviéticos fueron emboscados por seis cazas Messerschmitt Bf 109 que atacaban desde una altitud superior. Talalijin reclamó el derribo de dos cazas alemanes Bf 109 antes de ser derribado y muerto por otro.
Su cuerpo fue enviado a Moscú e incinerado, y el 23 de febrero de 1959 la urna con sus cenizas fue trasladada al cementerio Novodévichi.

### Legado

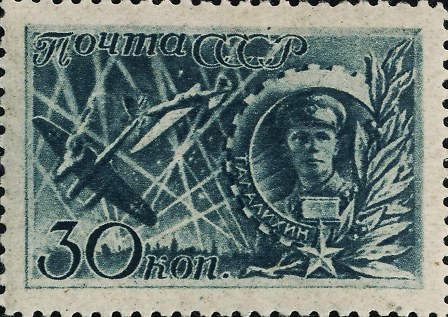
Sello postal soviético de 1943 que representa la embestida de Talalijin

El 30 de agosto de 1948, Talalijin se agregó permanentemente a la lista de reunión del 1.er Escuadrón del 177.º Regimiento de Aviación de Cazas. Se construyeron monumentos en su honor en Moscú y Podolsk, y se colocó un obelisco en el kilómetro 43 de la carretera de Varsovia, sobre el cual se llevó a cabo la embestida. Numerosas calles en ciudades como Moscú, Kaliningrado, Volgogrado, Krasnoyarsk, Vladivostok y Borisoglebsk, recibieron el nombre de Talalijin
Partes del He 111 que derribó al embestir se exhiben en el Museo Central de las Fuerzas Armadas. En junio de 2014, los restos del I-16 en el que Talalijin embistió al bombardero fueron descubiertos en un bosque a 20 kilómetros de Moscú.

## Condecoraciones
A lo largo de su carrera militar Víktor Talalijin recibió las siguientes condecoracionesː
|  | Héroe de la Unión Soviética (N.º 347; 8 de agosto de 1941)      |
|  | Orden de Lenin (8 de agosto de 1941)                            |
|  | Orden de la Bandera Roja (4 de marzo de 1942, a título póstumo) |
|  | Orden de la Estrella Roja (21 de mayo de 1940)                  |